# Marcel Robidas
 (juin 2015).
Si vous disposez d'ouvrages ou d'articles de référence ou si vous connaissez des sites web de qualité traitant du thème abordé ici, merci de compléter l'article en donnant les références utiles à sa vérifiabilité et en les liant à la section « Notes et références ».
 (février 2009).
Améliorez-le ou discutez des points à vérifier. 
Marcel Robidas (Montréal, 4 novembre 1923 - Longueuil 17 mai 2009) est un homme politique québécois. Il est maire de Longueuil de 1966 au 16 août 1969 et de nouveau du 1er novembre 1969 à 1982.

## Biographie
Fils de Joseph Olivier Raphaël Robidas et de Mary Albertine Isabelle Duquette, Marcel Robidas était l’aîné d’une famille de six enfants. En 1931, Joseph, qui travaille comme chaudronnier aux usines Angus est atteint d'un cancer. Voyant la fin approcher, il décide d’acheter une salle de billard, le Poolroom du 2316 rue Mont-Royal Est à Montréal, en espérant que cela assurera un revenu à sa famille. C’est le 4 janvier 1935 que la maladie a raison de lui. Il laisse du même coup une lourde tâche à Marcel, son aîné, soit le soin de s’occuper de la salle de billard tout en poursuivant ses études.
À la suite de la conscription de 1942, Marcel Robidas doit entamer son service militaire en 1943 tout en poursuivant toutefois ses études à l’Université de Montréal et en tentant de gagner  le grade d’officier. En 1944, il prend conscience du favoritisme flagrant et injustifié qui favorise les étudiants de l'Université McGill pour l’obtention du grade d’officier, au détriment des francophones. Il formule une plainte officielle qui se terminait par ces mots : « Si nous combattons pour cette justice, eh bien, moi, je suis prêt à remettre mon fusil au quartier-maître, sentant l’inutilité de mon sacrifice. » Il comprit dès cet instant qu’il n’y avait pas une mais deux guerres à mener : une première contre les Allemands pour libérer la France et une seconde contre l’establishment anglais pour faire respecter les droits des Canadiens français.
Bien qu'on lui ait refusé le grade d’officier, il quitte Halifax en décembre 1944 pour Liverpool, où il arrive le jour de Noël. Finalement, le 9 février 1945, il débarque à Ostende, en Belgique, pour rejoindre à Gand le régiment des fusiliers Mont-Royal. Malgré ce qu'on lui avait appris, il prend conscience que le premier soldat allemand, qu’il avait découvert mort au combat, n’a rien de différent de lui. Avec son contingent, il participe à la libération de Gendringen, Beilen, Assen et Groningue, aux Pays-Bas. Par obligation morale et à cause du manque d’effectif, il devient brancardier. En arrivant au bord du Rhin, il découvre les atrocités de la guerre, et plus particulièrement lorsqu'il doit prodiguer les premiers soins à ses camarades, grièvement blessés par les tirs d’obus et les mitrailleuses ennemies. Malgré le manque de munitions et les pertes considérables en hommes, son contingent arrive en Allemagne et connaît la victoire.
En mai 1945, la guerre terminée, les troupes canadiennes sont déployées à travers l’Allemagne et les Pays-Bas. Durant son séjour à Sengwarden, en Allemagne, il crée un journal, le Fleur de lys, et il s’efforce d'alphabétiser ses camarades.
Il reçut d’un ami ayant débarqué en Normandie l'adresse et la photo d’une jeune normande de la commune de Lasson près de Caen. Renée Lacour, c'était son nom, était la sœur cadette de la fiancée de son ami Marcel Gauvin.
Fier de l’image que les troupes avaient laissée dans ce coin du pays de nos ancêtres, il écrivit à cette dernière, dans ses mots, l’histoire de la Nouvelle-France, en soulignant les liens profonds qui les unissaient. C’est de cette façon qu’il la charma. Ils se rencontrèrent pour la première fois, la veille de Noël 1945. Il se présenta avec des patins à glace autour du cou, ce qui suscita de grands rires car l’hiver, dans cette région de la France, ne permettait point de trouver une seule surface glacée.
Ils se marièrent le 9 avril 1946 dans la commune de Lasson. Depuis 2003, on y trouve un monument à la mémoire des soldats canadiens, et plus spécialement en l’honneur de Marcel Gauvin et de Marcel Robidas, ces soldats ayant respectivement épousé des filles de la commune, Jacqueline et Renée Lacour.
Après son retour à Montréal, Marcel travailla chez J.J. Joubert et Renée dans le domaine de la haute couture. Tous les deux gagnaient 25,00 $ par semaine, soit plus du double du salaire d'un soldat. Marcel passa ensuite au Dominion Bureau of Statistics (en), ce qui lui donna l'occasion de parcourir la province en quête de statistiques. En 1947, il obtint sa licence (baccalauréat) en sciences sociale, économique et politique.
En 1949, Les jeunes mariés s’installent dans un logement sur la rue Saint-Thomas à ville Jacques-Cartier, qui fait aujourd'hui partie de Longueuil, découvrant une frontière bien définie entre la ville et la campagne : Longueuil avait des rues et un aqueduc tandis que Jacques-Cartier n'avait rien de cela.
Ayant l’opportunité d’acquérir une maison, il déménage à Montréal, sur la rue Beaugrand, dans le quartier Longue-Pointe. Peu de temps après son arrivée, il est sollicité pour faire partie d’une organisation secrète, La Patente, qui fut créée par un curé d’Ottawa et des fonctionnaires fédéraux francophones dans le but de favoriser l’avancement de l’élite canadienne française. Chaque paroisse était divisée en petits regroupements que l’on appelait XC. Comme les membres du XC Jeanne-Mance était convaincus que Marcel Robidas pourrait rendre service à la nation et le nommèrent Grand Commandeur, tout comme le fut Jean Drapeau.
En 1951, Marcel Robidas obtient le poste de vérificateur des finances nationales. Il découvre, durant son mandat, que beaucoup d’effectifs militaires prétendument détruits sont plutôt transférés en Israël. Déçu par l’accueil de ces révélations, il accepte en 1956 le poste de directeur général de la Fédération des chambres de commerce du Québec. Il tente alors de convaincre le milieu financier de la nécessité de déménager la bourse de Montréal dans une nouvelle construction qui serait située à l’emplacement actuel du Complexe Desjardins. Malgré le fait que 60 % de cette tour ait déjà trouvé preneur, il ne trouva aucune plateforme financière pour lancer le projet. Ce n’est que plusieurs années plus tard que ce projet se réalisera.
En 1959, l’Aluminum Company of Canada lui propose de s’occuper de ses relations extérieures. Pendant les quinze mois qu’il passa chez Alcan, il sera appelé à donner une multitude de conférences et profitera de chaque occasion pour sensibiliser les milieux financiers à la nécessité de combattre le chômage et de procurer aux Canadiens français un plus grand accès à une formation en économie. Par la suite, il se joindra au gouvernement de Maurice Duplessis comme sous-ministre adjoint au ministère de l’industrie et du commerce. À l’arrivée au pouvoir des libéraux de Daniel Johnson, il se retrouve à jouer un rôle anodin dans l’appareil gouvernemental. Il arrivera toutefois à créer l’exposition technique Française qui servira de pont entre le Québec et la France grâce auquel s’effectuera l’achat des premiers wagons de métro par Jean Drapeau pour la ville de Montréal.
En 1956, comme Marcel Robidas avait déjà huit enfants, il décide d’acheter une grande maison à Longueuil, au numéro 80 de la rue Marie-Victorin. En 1961, alors qu’il venait d’être nommé président des loisirs Saint-Antoine et qu’il était insatisfait de la gestion municipale de Longueuil, il décida de faire le saut comme échevin. Dès son arrivée, on le charge de l’étude des infrastructures de Longueuil devenues désuètes et de représenter la ville au comité pour l’abolition du péage sur les ponts Jacques-Cartier et Victoria. Ce comité réussit à faire plier le gouvernement fédéral et à avoir gain de cause en juin 1962.
En 1963, Marcel Robidas entreprend un autre type de combat. Sa fille Hélène souhaite vivement poursuivre ses études à Longueuil, à l’externat classique de Longueuil, mais cet établissement est réservé aux garçons. Malgré la forte opposition du clergé qui dirigeait l'externat, les conclusions de Vatican II lui font gagner sa cause et Hélène sera la première fille à être admise dans cette institution.
Marcel Robidas amena à la cité de Longueuil une vision progressiste. Il négocia avec Jean Drapeau l’emplacement de la station de métro Longueuil, fit tout ce qui était en son pouvoir pour permettre que le centre commercial Place Longueuil voie le jour, favorisa la construction de tours à logements multiples entre le futur emplacement du métro et de la Place Longueuil. Malgré toute l’énergie qu’il déployait, il dut attendre jusqu’en novembre 1966 pour accéder à la mairie et ce tout juste après la naissance de son quatorzième enfant.
En 1969, après un long processus de négociation avec son homologue Roland Therrien, Marcel Robidas réalise un de ses rêves. La ville de Jacques-Cartier, alors en tutelle, accepte la fusion avec Longueuil. Therrien devient maire de Longueuil le 16 août 1969 mais le 1er novembre 1969 Robidas reprend les rênes de la ville et Therrien devient maire suppléant.
Lors des élections de 1970, les objectifs de la ville de Longueuil sont alors clairs : réclamer sa juste part de la taxe de vente provinciale, soit 1 650 000 $, administrer une ville selon ces revenus, améliorer les services municipaux, stabiliser les taxes foncières, améliorer immédiatement le système de transport en commun, augmenter la sécurité la ville, poursuivre le plan de rénovation urbaine et augmenter les mesures sociales.
À la suite de sa victoire, Marcel Robidas doit laisser son emploi de fonctionnaire au ministère de l’Industrie et du Commerce, fier d’y avoir accompli avec succès les toutes premières missions commerciales en France.
Ayant un esprit ouvert sur le monde, Marcel Robidas obtint la vice-présidence de la fédération mondiale des villes jumelées, ce qui lui procura un accès aux dirigeants de plusieurs grandes villes à travers le monde. Dès 1971, il amorce un long processus afin que les berges du fleuve redeviennent accessibles à la population en créant le parc Marie-Victorin. De plus, il met un frein au développement d’un territoire boisé en plein cœur de Longueuil. Il veut favoriser la conservation de la faune et de la flore qui s'y trouvent, au détriment des spéculateurs, en rachetant chaque parcelle de terrain chaque fois qu’il y avait vente pour taxes impayées.
Lui-même ancien combattant, il déploiera beaucoup d’efforts afin que des monuments soient érigés à la mémoire de tous ceux qui se sont battus pour la liberté en Europe lors de la Seconde Guerre mondiale. Plus tard, il fait écrire l’histoire de Longueuil, car cette ville lui tient à cœur.
En 1972, après avoir rencontré le chef du parti conservateur Robert Stanfield, il accepte de se présenter aux élections fédérales pour combattre la montée de Pierre Elliott Trudeau, Mais cela s’avère un échec. Il est battu par un nouveau venu : Jacques Olivier. Il se rangera par la suite derrière le Parti québécois, donnant publiquement son appui à René Levesque dès 1973. Lors du référendum de 1980, il deviendra le premier maire au Québec à appuyer officiellement le projet référendaire.
En 1974, dès le début du conflit historique de la United Aircraft, il appuiera les travailleurs et critiquera l’attitude policière envers les grévistes. Cette grève dépassera tout ce que le Québec avait pu connaître auparavant. Marcel Robidas ira jusqu’à dire : « Je trouve terrible que des Québécois se matraquent entre eux pour des intérêts américains ».
Malgré les pertes encourues par les grévistes, la compagnie dut investir beaucoup de capitaux dans l’économie locale afin de redorer son image corporative.
Dans les années qui suivirent, bien qu’il fût minoritaire au conseil, Marcel Robidas se concentrera sur le développement du parc industriel et continuera le rachat des terrains boisés que les spéculateurs détenaient en ne payant jamais plus de 1,00 $ le pied carré. Cet espace deviendra la base de plein air de Longueuil en créant 19 km de pistes aménagées pour le ski de fond. La ville fit construire deux nouveaux arénas et de nombreux terrains de soccer. L’ancienne voie ferroviaire fut transformée en piste cyclable et ses successeurs bénéficièrent de sa vision pour créer l’actuel Parcours du Cerf.
Aujourd’hui, et après avoir été soumis à plus de 500 séances de dialyse, Marcel Robidas demeure un exemple d'une vie bien remplie. il fut livreur, hockeyeur, soutien de famille, soldat, professeur, rédacteur de journal outre-mer, père d’une famille de quatorze enfants, économiste, Grand Commandeur de la Patente, sous-ministre-adjoint, comptable bénévole pour la société des Saints-Apôtres, fonctionnaire, échevin, maire de Longueuil, commissaire à la commission municipale du Québec et président de la commission nationale sur l’avenir du Québec en Montérégie. Il fut un grand homme, un patriote et un maire visionnaire.
Il est récipiendaire, en 2004, de la Médaille de l'Assemblée nationale.
Marcel Robidas meurt le 17 mai 2009, à l'âge de 85 ans.

## Édifice Marcel-Robidas

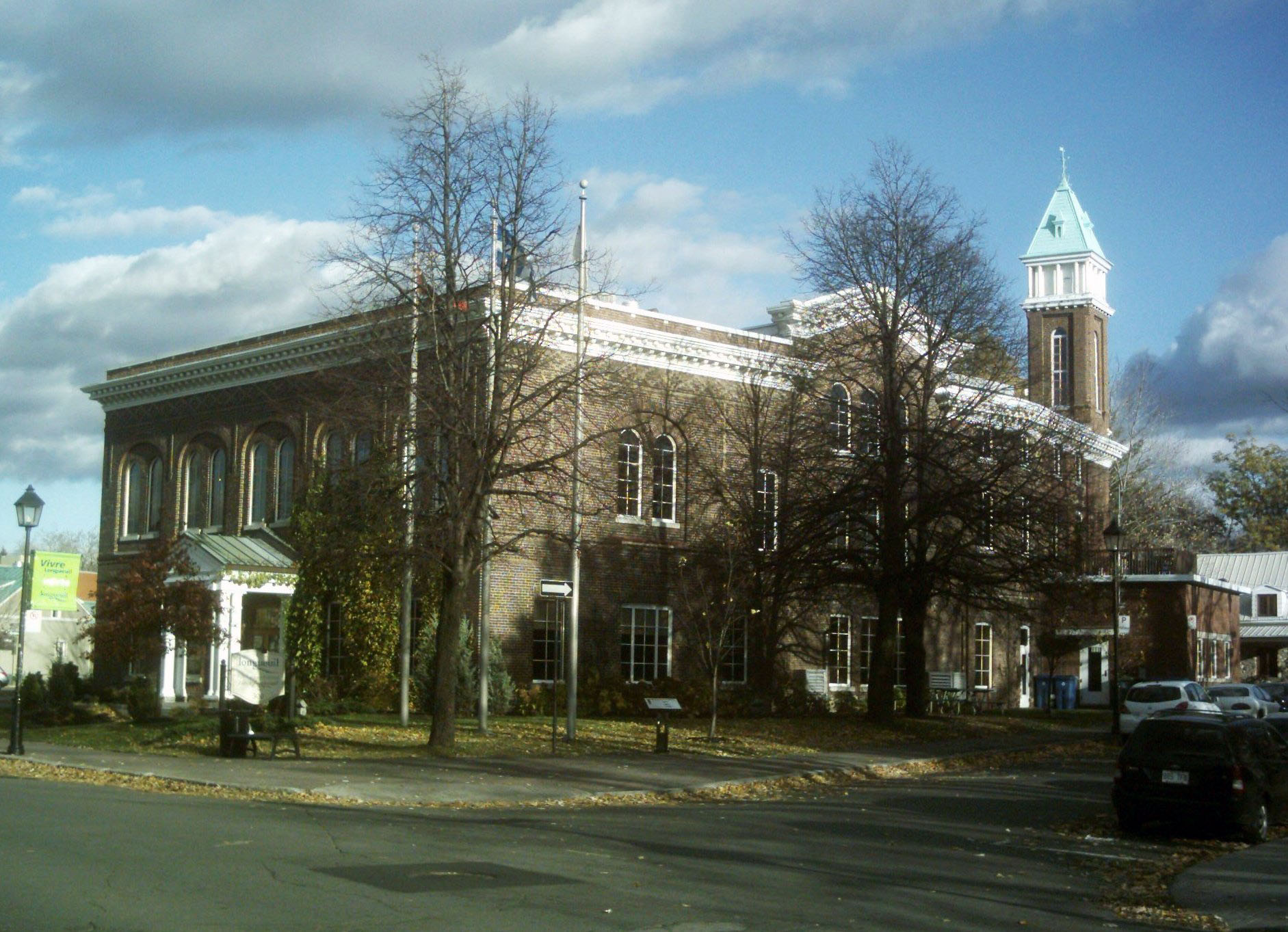
Édifice Marcel-Robidas

Le 2 avril 2008, la Ville de Longueuil donna à l’hôtel de ville de l’arrondissement Vieux-Longueuil le nom d’édifice Marcel-Robidas. Ce bâtiment est tout à fait désigné pour cette reconnaissance, car Marcel Robidas y a passé pas moins de vingt ans à trimer pour que la ville de Longueuil devienne une grande ville. Une plaque didactique à l'intérieur du bâtiment résume sa carrière.